# Japonsko na Letních olympijských hrách 1992
Japonsko se účastnilo Letní olympiády 1992 ve španělské Barceloně. Zastupovalo ho 256 sportovců (175 mužů a 81 žen) ve 24 sportech.

## Medailisté
| Medaile | Jméno | Sport                   | Soutěž                                                    |
| ------- | --- | ----------------------- | --------------------------------------------------------- |
| Zlato   | Tošihiko Koga | Judo                    | Muži do 71 kg                                             |
| Zlato   | Hidehiko Jošida | Judo                    | Muži do 78 kg                                             |
| Zlato   | Kjóko Iwasakiová | Plavání                 | Ženy 200 m prsa                                           |
| Stříbro | Kóiči Morišita | Atletika                | Muži maratonský běh                                       |
| Stříbro | Júko Arimoriová | Atletika                | Ženy maratonský běh                                       |
| Stříbro | Jukio Iketani | Sportovní gymnastika    | Muži prostná                                              |
| Stříbro | Naoja Ogawa | Judo                    | Muži do 95 kg                                             |
| Stříbro | Rjóko Taniová | Judo                    | Ženy do 48 kg                                             |
| Stříbro | Noriko Mizogučiová | Judo                    | Ženy do 52 kg                                             |
| Stříbro | Jóko Tanabeová | Judo                    | Ženy do 72 kg                                             |
| Stříbro | Kasumi Watanabe | Sportovní střelba       | Muži trap                                                 |
| Bronz   | Šigeki Wakabajaši Kacumi Watanabe Jasunori Takami Akihiro Togó Kódži Tokunaga Jasuhiro Sató Masanori Sugiura Kento Sugijama Kóiči Óšima Hirojuki Sakaguči Šiniči Sató Hiroši Nakamoto Kazutaka Nišijama Masafumi Niši Hirotami Kodžima Hiroki Kokubo Takaši Miwa Tomohito Itó Šiničiró Kawabata Masahito Kohijama | Baseball                | Turnaj mužů                                               |
| Bronz   | Jukio Iketani Masajuki Macunaga Daisuke Nišikawa Jutaka Aihara Takaši Činen Jošiaki Hatakeda | Sportovní gymnastika    | Družstvo mužů                                             |
| Bronz   | Masajuki Macunaga | Sportovní gymnastika    | Muži bradla                                               |
| Bronz   | Tadanori Košino | Judo                    | Muži do 60 kg                                             |
| Bronz   | Hirotaka Okada | Judo                    | Muži do 86 kg                                             |
| Bronz   | Čijori Tatenová | Judo                    | Ženy do 56 kg                                             |
| Bronz   | Jóko Sakaueová | Judo                    | Ženy nad 72 kg                                            |
| Bronz   | Rjóhei Koba | Sportovní střelba       | Muži 50 metrů libovolná malorážka 3×40 ran polohový závod |
| Bronz   | Fumiko Okunová | Synchronizované plavání | Ženy jednotlivci                                          |
| Bronz   | Fumiko Okunová Aki Takajamaová | Synchronizované plavání | Ženy dvojice                                              |
| Bronz   | Kósei Akaiši | Zápas                   | muži, volný styl do 68 kg                                 |